# Cecil Lavery
Cecil Patrick Linton Lavery (* 6. Oktober 1894 in Armagh, County Armagh, Vereinigtes Königreich von Großbritannien und Irland; † 19. Februar 1967 in Dublin) war Abgeordneter im Oireachtas, Attorney General of Ireland (Generalstaatsanwalt) 1948 bis 1950 und Richter am Supreme Court von 1950 bis 1966.

## Biografie
Lavery war Sohn des Solicitors Patrick Lavery und Annie Rose Vallely. Nach dem Abschluss am University College Dublin schloss sich die Rechtsanwaltsausbildung am King’s Inns an. Er wurde 1915 zur Rechtsanwaltschaft zugelassen. 1927 wurde er Senior Counsel.
Bei einer Nachwahl zum Dáil Éireann wurde er für die Fine Gael im Wahlkreis Dublin County gewählt.  Bei den Wahlen 1937 konnte er den Sitz verteidigen. Als 1938 erneut Wahlen anstanden, verfehlte er die erforderliche Mehrheit. Lavery arbeitete wieder als Rechtsanwalt. 
Am 19. Februar 1948 ernannte ihn John A. Costello zum Attorney General of Ireland. Noch im selben Jahr wurde er in den Seanad Éireann über die Bildungsliste gewählt. In seiner Zeit arbeitete er als irischer Vertreter an der Europäischen Menschenrechtskonvention. Als er am 21. April 1950 zum Richter am Supreme Court ernannt wurde, gab er die beiden Ämter auf. 
Cecil Lavery heiratete 1925 Louise (genannt Lulu) Ormsby, mit der er drei Kinder hatte. 